# Нортумбрийский университет
Нортумбрийский университет (англ. Northumbria University) — один из двух университетов Ньюкасл-апон-Тайн.
В настоящее время в университете записано около 29850 студентов.
Northumbria University создана на основе трёх региональных колледжей: Rutherford College of Technology, College of Art & Industrial Design и Municipal College of Commerce, которые были преобразованы в Newcastle Polytechnic в 1969 году. Статус университета был получен в 1992 году.
В Нортумбрийском университете изучаются следующие направления: прикладные науки, архитектура, компьютерные и информационные технологии, гуманитарные науки, дизайн, сестренское дело, психология, социальные науки и пр.